# Yrkesutbildning
Yrkesutbildning är en utbildning som ska leda till ett som regel praktiskt orienterat yrke. 

## Gymnasial yrkesutbildning i Sverige
Yrkesskolor var länge en egen skolform i Sverige, men inlemmades 1971 som en integrerad del av gymnasieskolan. Senare har yrkesutbildningarna förlängts från två till tre år med en tanke om att även yrkesutbildningar ska ge en grundläggande behörighet till studier på högre nivå. Dessa gymnasieprogram är skräddarsydda för att passa de krav som finns för en framtida anställning.
Yrkesprogrammen i svenska gymnasiet:
- Barn- och fritidsprogrammet
- Bygg- och anläggningsprogrammet
- El- och energiprogrammet
- Fordons- och transportprogrammet
- Handels- och administrationsprogrammet
- Hantverksprogrammet
- Hotell- och turismprogrammet
- Industritekniska programmet
- Naturbruksprogrammet
- Restaurang- och livsmedelsprogrammet
- VVS- och fastighetsprogrammet
- Vård- och omsorgsprogrammet

## Yrkeshögskolor i Sverige
Yrkeshögskolor är en eftergymnasial utbildning med tydligt mål att möta näringslivets kompetensbehov. Utbildningarna är vanligen tvååriga, men även ettåriga utbildningar finns, liksom kortare kurser. 

## Akademisk yrkesutbildning
Akademiska utbildningar som leder till en legitimation eller yrkesexamen, exempelvis ingenjör, sjukgymnast och socionom, kallas ibland akademiska yrkesutbildningar.